# 笑福亭鶴光
2代目 笑福亭 鶴光（しょうふくてい つるこ / つるこう、1948年〈昭和23年〉1月18日 - ）は、上方落語の落語家、ラジオパーソナリティ。上方落語協会顧問、落語芸術協会上方真打。松竹芸能所属。
血液型はO型。出囃子は『春はうれしや』。6代目桂文枝、4代目桂春団治と同期。2021年現在、松鶴の筆頭弟子となっている。

## 芸名の読み
高座名の読み方が「しょうふくていつるこ」なのは、師匠である6代目笑福亭松鶴の前々名である光鶴（こかく）の順序を逆にしたものに由来するためで、読み方もそれに倣っているが、「つるこ」だと一般には言いづらく、また「笑福亭鶴光のオールナイトニッポン」のブレイクで「つるこう」との呼び方が一般に定着しため、鶴光自身はラジオパーソナリティ・タレントとしては「つるこう」、本業の落語家としては「つるこ」で使い分けている。なお、上方落語協会公式ホームページの会員プロフィールではこの読みの通りだが、落語芸術協会公式ホームページでは「しょうふくていつるこう」となっており、また自身のブログでもタイトルを「つるこうでおま!」としている。また、自身の弟子については、上方の弟子である学光や元弟子の笑光らは「〜こ」、里光以下東京の弟子はいずれも(「光」が入らない竹三を除く)「～こう」と読ませている。

## 来歴

### 高校卒業まで
大阪府中河内郡長吉村川辺（現：大阪市平野区長吉川辺）出身。
生まれた時点で、母は実父と別れていた。母親は働いていたため、5歳まで長吉川辺に住む母方の祖父に預けられて育つ。この祖父に、新世界にあった温泉演芸場（のちの新花月）に頻繁に連れられたという。6歳の時に母が歳の離れた植木職人の男性（成人した連れ子が3人いた）と再婚するが、商売気の薄い義父にはほとんど稼ぎがなく、母が内職で家計を支えていた。中学に入ると新聞配達のアルバイトを始めるも、父の過去の新聞料金未払いが発覚し、給料から返済分を差し引かれる苦労を味わう。また兄が鉄工所を始めると、夏休みは昼間そこで働いた（実際にはほとんど勤務実績はない）。一方、中学時代にラジオで落語を聞き覚えるようになり、学校のホームルームなどで演じた。学業成績はよかったため高校進学を勧められたが、父の連れ子である3人の兄が高校（に当たる上級学校）を出ていないという事情から、1963年に定時制である大阪市立天王寺第二商業高等学校に進学する。
昼間はいくつかの職を変えながら働き、学校では演劇部に入る。演劇部の同級生に4代目林家小染がいた。小染とは2人だけで落語研究会も立ち上げたが、1年生の冬に小染は高校を中退して3代目林家染丸に弟子入りする。小染から染丸門下への誘いがあったものの、弟弟子になるのがいやで断念する。また、落語家に必要な教養を身につけるべきで学業での3年程度の「まわり道」は「どうということはない」と考えており、中退はしなかった。
在学中に毎日放送の『素人名人会』で「寄合酒」を演じて「名人賞」を獲得、さらに複数の素人参加番組で「常連」となる。卒業間際に再度『素人名人会』の「名人賞」を獲得したことで、本格的に落語家になることを決意する。

### 落語家として
高校卒業後、6代目笑福亭松鶴に入門。松鶴を選んだ理由は、（染丸以外の）松鶴・3代目桂米朝・3代目桂春団治・3代目桂小文枝の中で「名前の字数が一番多い」ことに加え、母から「顔の怖い人ほど心根は優しい」と言われたことにあった。2021年までは3代目笑福亭仁鶴に次ぐ2番弟子であったが、仁鶴の死去により筆頭弟子となった。笑福亭鶴瓶は弟弟子、明石家さんまは従弟弟子に当たる。
入門の際、松鶴の許を直接訪問せずに、「弟子にするなら○、弟子にしないなら×で返事をください」との内容を記した往復はがきを郵送した。結局返信されなかったため、直接道頓堀角座に出ていた松鶴の元に訪れ弟子入りを直訴した。松鶴からははがきを送ったことに加えて宛名を「松福亭松鶴」と誤記した点を「なんちゅう失礼なやつ」「ナショナルの会社の前へ行って、東芝と言うてるようなもんや」と激怒される。偶然そのとき持ち込まれた独演会のチラシに同じ誤記があったことで松鶴は「プロが間違うなら、素人が間違っても仕方がない」と大声を出すよう命じて鶴光が叫ぶと、近くでそれを聞いた砂川捨丸が「大きな声を出せるということは芸人に向いてる」と弟子に取ることを勧め、松鶴は誤字の件を「水に流そう」と入門を認めた。
正式な入門は1967年4月、入門当日からいきなり稽古が始まった。高座名は松鶴から「鶴之（つるゆき）」と「鶴光」のどちらかを選ぶように指示され、「鶴光」を選んだという。
初舞台は1968年2月の新花月。入門時点で自動車運転免許を持っていたため、やはり免許を持っていた6代目笑福亭松喬が入門するまで松鶴の運転手をする。松鶴からはしばしば無茶な運転を強要され、急停止などで「意趣返し」をしていたという。また、松鶴からは7回破門されたと著書に記している。
1970年代前半、ラジオのパーソナリティとして人気を集め、1974年にニッポン放送の『オールナイトニッポン』に起用されて（笑福亭鶴光のオールナイトニッポン）、その知名度を高める（詳細後述）。『オールナイトニッポン』からは書籍（『かやくごはん』）やレコード（うぐいすだにミュージックホール）も出し、いずれもヒットした。だが、松鶴からタレント活動に苦言を呈されたこともあり、落語にも本腰を入れて取り組むようになる。
上方落語協会、関西演芸協会のほか、5代目春風亭柳昇の口添えで1990年より落語芸術協会（芸協）にも上方真打として参加、通常は東京の寄席に出演している。これは鶴光が1987年から2003年の間、東京のニッポン放送で平日帯のレギュラー番組（後述）を持っていたというスケジュール上の事情が背景にある。最初に東京の寄席（新宿末廣亭）に出たのは1989年9月で、当初より定席に組まれたがそれに対する風当たりを感じて代演という体裁に変えてもらい、約半年後に芸協側から「準会員としてちゃんと出てもらおう」という形になった。また、江戸落語では三味線・長唄・笛・日本舞踊の素養が必須と聞いてすべて習得している（上方落語では三味線の囃子方は職分として落語家とは別にいる）。
「6代目の(松鶴)師匠にはお世話になったから」（東京の落語家の来阪時にもてなした）と、東京の落語家に便宜を図ってもらう機会が何度もあり、鶴光は師匠への感謝の念を著書に記している。
上方落語協会に籍を置いて東京の寄席でトリを取る資格を持つのは鶴光のみ（弟子の里光、和光、羽光が芸協の真打のため「唯一の上方落語家」ではないが、里光、和光、羽光は上方落語協会の正会員ではない。なお、2025年4月に笑福亭べ瓶が上方落語協会員の資格を保持した状態で「客員」として落語芸術協会に加入した）。NHK教育テレビの演芸番組『日本の話芸』にもしばしば出演する。

### ラジオパーソナリティ
松鶴に入門するや否や「まずは顔と名前を売らなアカン!」と考えた鶴光は「兄弟子の仁鶴、同期の三枝（現：文枝）」をライバルとして、修業時代から関西ローカルのテレビ番組やラジオ番組に出演した。折りしも時代は演芸ブームであり、長髪という落語家らしからぬ風貌と機転の利いた喋りはすぐに注目され、ラジオのレギュラーだけで13本を抱える売れっ子になった。京阪神の全てのAMラジオ局でレギュラー番組を持った落語家は鶴光だけである。
1971年4月より関西の人気深夜番組『MBSヤングタウン』のパーソナリティに抜擢。局アナ角淳一、佐々木美絵とのコンビで人気を博し、三枝とともに同番組の看板パーソナリティとなる。
ニッポン放送の亀渕昭信（後に同社社長）が、全国ツアーで『あのねのねのオールナイトニッポン』を3か月間休むことになっていたあのねのねのピンチヒッター要員を選ぶ際に、候補を尋ねた部下のディレクターとラジオ大阪のプロデューサーが揃って名を挙げたことから、1973年11月に鶴光にオーディションを受けさせた。亀渕は、最初のオーディションに間違って桂朝丸（後の桂ざこば）を呼んでしまったという逸話がある。オーディションに合格した鶴光は、1974年1月から『オールナイトニッポン』土曜日パーソナリティを3か月間担当する。初回放送前にはリスナーからのハガキも数枚しかなく、しかもその内容で初めて3か月間の代役と知って「好きにやらせてもらおうか」と開き直ったという。初回は持ち時間すべて小咄を演じて評判となるが、亀渕からは「セックスアピールが足りない」と言われて「どうせ3か月で終わるから」と下ネタを前面に押し出した。これにより一気にブレイクし、全国区への足がかりとなった。1974年4月からは水曜日枠でレギュラーに昇格、その後同年7月にあのねのねがツアーのため再度『オールナイトニッポン』を休むと土曜日に担当が変わり、最終的には11年9か月という当時の歴代最長パーソナリティ記録を樹立した。鶴光は「自分の代わりなど掃いて捨てるほどいる」という考えから、土曜の枠を死守するため極力休まないように心がけ、一度体調不良で休んだ次の週には、台風の中を自家用車でニッポン放送まで駆けつけて出演したという。鶴光の成功により、以降明石家さんまをはじめ多くの上方芸人が東京のラジオで活躍することになる。
『笑福亭鶴光のオールナイトニッポン』は「この歌はこんな風に聞こえる」「ミッドナイトストーリー」「驚き桃の木ピンク話」「その時、君は・・」など、当時は少数だった男性パーソナリティによるお色気系のコーナーが満載で、まだAVが存在しない時代でもあったので、若い男性にとってはこの番組は福音でもあった。ただし、「公序良俗に反する」というクレームが来たため、1か月だけ下ネタを完全に排除したことがある。これが功を奏して抗議が収まったため徐々に元の路線に戻した。
タモリとともに「なんちゃっておじさん」ブームも巻き起こした。
初期に家が火事になるとのギャグネタを盛んにやり、実際に鶴光の家が火事になったこともある（ただし当時は鶴光の家が火事にあった事は洒落にならないとして緘口令が敷かれた）。その後、火事の事実が明らかになり、鶴光も放送内でそれを認めた。火事の原因はペットとして飼っていた猿（アカゲザルの三吉）がストーブを倒したことであった。
放送当時は「身内ネタ」をする落語家は少なかったが、鶴光は息子である「新之助」ネタを盛んに使った（息子の「新之助」は、後に落語家となるも廃業した）。娘の「ありさ」も一時ネタとして使ったが、妻に怒られたため止めた。
長期間に渡り番組を担当したため、番組内でのエピソードも多い。
- 生放送中に地震が発生し怖じ気づいた鶴光は、真夏の放送にも拘わらず「ストーブの火を消してください」とマニュアル通りにアナウンスした。リスナーから「この八月のクソ暑い季節にストーブをつけてる家庭がどこにあるんじゃ!! ドアホ!!」と抗議された。これに対し鶴光は、抗議したリスナーに対し「マニュアル通りに読めと言われたんじゃ、アホ！ 今が夏だって知ってるわ、ボケ！」とラジオ放送で言い返した。
- 連続企業爆破事件が起きた時期に、「鶴光死ね」という手紙とともに目覚まし時計が何度も送りつけられ、時限爆弾の疑いがあったため、丸の内警察署から捜査員が来たり、警察官が立ち会って放送する事態になった[38]。
- ニッポン放送のポッドキャスト番組で地震関連の放送をした時に注意喚起のアナウンスの後で「あー 怖わ!!」とコメントした。
- 長丁場の番組中空腹を催し、屋台のおでんを食べに行こうということで、ミキサー1人を残してスタジオを離れ、場つなぎとして「河内音頭」のレコードをフルコーラス（およそ30分）放送した[39]。亀渕（当時：編成部長）がこれを聴いて異変に気付き、スタジオに出向いて戻ってきた鶴光たちを叱責した[39]。亀渕から「俺の分はないのか?」と聞かれた鶴光が「ない」と答えると、亀渕はさらに怒ったという[39]。

当時の女性アイドルもアシスタントとして出演しており（深夜4時台にアシスタント単独のコーナーもあった）、芦川よしみ・日髙のり子・榊みちこ・川島なお美・松本明子、坂上とし恵・浜田朱里がいる。アイドルとして売れなかった時代に『鶴光のオールナイトニッポン』でアシスタントを務めた日髙のり子・坂上とし恵・浜田朱里は「崖っぷちトリオ」と名付けられた。
1985年の『オールナイトニッポン』降板後は、東京と大阪を行き来しながら『鶴光の代打逆転サヨナラ満塁ホームラン 花とおじさん』『鶴光の歌謡ヒットエンドラン』『かけこみワイド・鶴光のまかせなさい!』を担当したが、1987年3月にABCラジオ『ポップ対歌謡曲』を除くすべての在阪レギュラー番組を降板。東京に単身赴任して『鶴光の噂のゴールデンアワー』のパーソナリティを16年間務めた。「乳頭（ニュートー）の色は?」「ダンナのアソコに小鳥は何羽止まりますか?」などの変わらぬトークぶりを展開し、主婦のアイドルとして不動の地位を築いた。
ニッポン放送ではこれまでの功績を称え、高嶋ひでたけや萩本欽一と共にレジェンドパーソナリティーに位置付けられている。なお、鶴光の中では、「つるこ」と「つるこう」と名前の呼び分けをするように、落語とラジオは「別物」として厳密に分類しており、著書では「落語は本職、DJは趣味と実益を兼ねた天職のようなもの」と記している。また、1993年3月29日、翌日に弁天町への社屋移転を控えたラジオ大阪の桜橋社屋での最後の放送にも、司会の当時同局アナウンサーだった水本貴士とともに立ち会っている。

### コミックソング
鶴光は多数のレコードをリリースしたが、ヒットしたのは約20万枚を売り上げた『うぐいすだにミュージックホール』（作詞・作曲：山本正之）のみである。しかし、この曲のヒットが原因で、師匠の松鶴が「ろくに落語も出来ないくせに流行歌手か!」「ストリップの唄なんか歌いやがって!」と激怒し、それを契機に「落語もしっかり」やることを決意したという。

### 映画
様々な映画にも出演している。代表作はレギュラー出演した『トラック野郎シリーズ』で、ビニ本屋の店長役などで持ち味のエロを存分に発揮した。五月みどり主演の『奥様はお固いのがお好き』などのポルノ映画にも出演。また、Vシネマ『ミナミの帝王シリーズ』の3作品にも友情出演している。

### テレビCM
2005年、リクルートの「フロム・エー（FROM A）関東版/関西版」のテレビCMに出演する。様々なシチュエーションで「ええんか? ええんか?」と語りかけるCMが人気を博した。「ええか? ええか?」は『鶴光のオールナイトニッポン時代』からのギャグフレーズであるが、当時の流行を知らない若者の間でもこのフレーズが再度ブレイクし、このフレーズの着メロのダウンロードは急激に増加した。

## 落語
売れ始めた頃にはテレビなどで新作落語や小噺などを披露し放送時間を繋いでいたが、円熟味を増してからは師匠譲りの豪快な話芸で『三十石夢の通い路』『相撲場風景』『三人旅』『阿弥陀池』『ぜんざい公社』などを得意にしている。
また、『木津の勘助』『荒茶』『鼓ヶ滝』『竹の水仙』などの講談種や『掛川の宿』『甚五郎の首（左甚五郎江戸の巻）』などの浪曲種、『袈裟御前』『紀州』といった地噺なども得意としており、落語家・鶴光の顕著な特徴として認められる。講談のネタは旭堂南鱗からの伝授である。講談（講釈）種については「物語の進行の骨格がきっちりできていて」、そこにひねりを加えられる部分が適度にあることから好きであると述べている。
2008年の著書では『らくだ』『三十石』『高津の富』『一人酒盛』『天王寺詣り』を「笑福亭一門」の「いわば必修科目」と記しながら、『らくだ』については師匠の6代目松鶴の口演を見た経験から「『らくだ』だけはやらない。どう考えたってこのネタは絶対できない。無理」としていた。その後、2010年代になってからは演じるようになっている。
ラジオでは「エロ」を売りの一つとするが、落語では「直球勝負を続けていきたい」という理由から艶笑噺は「あえて演じない」と述べている。
自身のTwitterでは時折自らの落語論、演芸論を真面目に述べるなど、テレビ、ラジオ出演時の軽薄なキャラクターとは違う一面も見せている。
高座はもっぱら都内の定席や国立演芸場、関東圏の市民ホールなどが中心であるが、学校寄席にも精力的に取り組んでいる。地元大阪で2006年に開場した天満天神繁昌亭の定席では、大トリも務めることもある。また、横浜にぎわい座で年2回「鶴光一門会」を開いている。松竹芸能が新宿にオープンした寄席・新宿角座では月に1度「角座深夜寄席 -特選真打ちの会-」をプロデュースし、鶴光一門と落語芸術協会所属の落語家が出演している。

## 人物
苦労して育ててくれた母親への思いは強く、落語家・タレントとして成功すると、旅行に何度も連れていった。母親に末期の直腸がんが発見されて余命幾ばくもないと知らされると、点滴しか受けられない母にもう一度だけ食事をさせたいと担当医に相談し、特別な手術で3日間だけ食事可能にしてもらい、その間に寿司を食べさせて、ほどなく死去したという。
新世界に馴染んで育ったこともあり、東京でも下町（浅草・下谷・入谷・谷中・目黒）を好み、飲み屋も庶民的な店が好きだと記している。
吉幾三や桑田佳祐と並ぶ芸能界屈指の下ネタ好きとして知られる。

## 弟子

### 落語家

#### 上方落語協会
- 笑福亭學光

#### 落語芸術協会
真打
- 笑福亭里光
- 笑福亭和光
- 笑福亭羽光

二ツ目
- 笑福亭竹三
- 笑福亭希光
- 笑福亭茶光

前座
- 笑福亭ちづ光 - 林家彦いち門下から移籍

### 落語以外の弟子
- ナオユキ - スタンダップコメディ
- 小林ありさ - 鶴光の長女、元漫才師。

### 廃業

#### 落語家
- 笑福亭笑光（後の嘉門達夫、現・嘉門タツオ）
- 笑福亭迷光
- 笑福亭大五郎
- 笑福亭扇光
- 笑福亭真光
- 笑福亭久光
- 笑福亭新之介 - 鶴光の長男、現在は起業家。
- 笑福亭光壱　- 初めての東京弟子。
- 笑福亭つぐみ - 女流、1999年入門。
- 笑福亭典光
- 笑福亭乃光 - 本名∶出来谷 純一。破門された逆恨みで脅迫事件を起こし逮捕された[47]。

#### 鶴光劇団
- 海野たら
- 海野いわし - 現在は大衆演劇・劇団さむらい座長の皐月竜馬。
- 海野かつお
- 畑野とまと
- 畑野ふき
- 畑野いちご

## 影響を与えた人物
- 松本明子
- 日髙のり子
- 福山雅治
- ピストン西沢
- 角淳一
- 4代目市川猿之助
- 彦摩呂（TBSの特番で弟子入り）
- 亀渕昭信
- みうらじゅん
- 柳家喬太郎
- 森永卓郎（笑福亭呂光）
- ファーストサマーウイカ（鶴光の継承を宣言）
- 青木まな（笑福亭満光）
- 田中美和子
- 『鶴光のオールナイトニッポン』歴代アシスタントの中でも、特に松本明子とは因縁がある。
  - 『鶴光のオールナイトニッポン』がフジテレビ系『オールナイトフジ』と同時放送を行った際、鶴光と片岡鶴太郎が松本をそそのかし、松本に放送禁止用語を叫ばせた。この件で松本は謹慎処分となったが、後にバラドルに転向してブレイクした。
  - 鶴光はこの件の主犯格と見なされ、ラジオスターとしての人気があったため、仕事を奪われる処分はされなかったが「松本明子を地獄に追いやった上方落語家」と世間から見られてしまう。その後長い間、関東のテレビ局や番組制作会社、アイドルタレントを擁する多くの芸能事務所から「下ネタ系要注意タレント」として警戒され続けた。松本の一件以降、知名度や人気、仕事量の割にはテレビ生放送の仕事や女性アイドルとの共演が少なくなる状態が長く続いた。
- また、日髙のり子も後に声優としてブレイクしたが、その後のKBS京都『はいぱぁナイト』で「身ぃ削ってナンボ!」と自ら公言し、鶴光譲りの暴走トークで人気を集めることになる。
- この他、芸能界で活躍しているタレントの中にも『鶴光のオールナイトニッポン』のリスナーであった者は多い。
  - 極楽とんぼの山本圭一は、番組で共演した際に鶴光の芸を「ピンク落語」と称し敬意を表した。
  - 福山雅治も鶴光ファンで「しゃべりの師匠は鶴光師匠」と公言し『福山雅治のオールナイトニッポンサタデースペシャル・魂のラジオ』にゲストとして鶴光を呼んでいる。
  - ナインティナインの岡村隆史は、2001年と2008年に『ナインティナインのオールナイトニッポン』に鶴光をゲストで呼んだほか、2005年の正月特番『鶴光のあけおめでおま!』（MBSラジオ）にもゲスト出演している。また『めちゃ×2イケてるッ!』にもたびたび出演ナインティナインのオールナイトニッポンから矢部が降板した際の「後継アシスタントオーデション企画」にも出演している。

## 主なギャグ
※ただし落語の登場人物関連のものは除く。
- 「鶴光でおま」
- 「わんばんこ」
- 「ええか～ええのんか～最高か～」
- 「明日の幸せより目の前のゼニ」
- 「乳頭の色は？」
- (ベルを鳴らしてその後に口で擬音のように言う)「◯◯◯(下半身の呼び名)」

## 主な出演番組
2000年代以降は落語活動に力を入れているため、マスコミの露出は全盛期に比べて少なくなったが、J:COMテレビやニッポン放送などでレギュラー出演するほか、映画やドラマでも存在感のある脇役として出演している。
放送局の名称は現在のもので記す。

### ラジオ

#### ニッポン放送
- 笑福亭鶴光のオールナイトニッポン（1974年4月3日 - 1985年10月5日、NRN系全国ネット）[7]
※1974年1月より3ヶ月間、あのねのねの代理として土曜を担当したのち、1974年4月にレギュラーとして水曜を6月まで、7月から土曜を担当。当初10月までの期間限定であのねのね復帰とともにもとの水曜1部に戻る予定だったがブレイクしたことによりそのまま継続となった（あのねのねが水曜1部に移動）。
- ハッピースタジオ・鶴光寛子の反省してます（1975年）
- 鶴光の代打逆転サヨナラ満塁ホームラン 花とおじさん（1985年10月 - 1986年3月、NRN系全国ネット）
- 鶴光の歌謡ヒットエンドラン（1985年10月 - 1986年3月、NRN系全国ネット）
- かけこみワイド・鶴光のまかせなさい!（1986年10月 - 1987年3月、NRN系全国ネット）[7]
- 鶴光の噂のゴールデンアワー（1987年4月 - 2003年3月）
  - 鶴光の噂のゴールデンリクエスト - 『噂のゴールデンアワー』の後継番組
  - 田中美和子のど?ですか！みなさん（NRN系全国ネット）
- 鶴光の笑う門には（2003年4月 - 9月）
- 鶴光のドキがムネムネ（2003年10月 - 2004年3月）
- 笑福亭鶴光のサウンドコレクション（2004年プロ野球中継休止時、NRN系全国ネット）
- 笑福亭鶴光 デジラジキングダム（2005年10月9日 - 2006年3月26日）
  - お笑いネクストブレーカー（2005年10月9日 - 2006年3月26日）
  - ニッポン放送 Podcasting STATION・鶴光のオールナイトニッポン事件簿〜鶴のウラ噺
- オールナイトニッポンアゲイン（2006年10月8日 - 2007年4月1日）
- 笑福亭鶴光のサンデー○○リクエスト（2007年10月7日 - 2008年3月30日）
- 鶴光 セブンミニッツ（2008年9月29日 - 2009年4月3日）

特別番組
- ラジオ紅白歌合戦（1975年） - 白組キャプテン
- 鶴光・美和子噂のゴールデンリクエスト（2004年12月13日 - 17日・2005年2月21日 - 25日）
  - 笑福亭鶴光の噂の青春リクエスト（2005年10月17日 - 21日・12月12日 - 16日）
  - 笑福亭鶴光の噂のゴールデンリクエスト（2007年4月スペシャルウィーク・2019年10月8日）
- 初日の出!笑福亭鶴光の落語でおめでとう（2006年1月1日）
  - 新春イマジン寄席（笑福亭鶴光、春風亭昇太、前説：立川志らら、増山さやか、田代優美、山本まゆ子、増田みのり、新保友映）
- 笑福亭鶴光と松本ひでおの歌の日本シリーズ（2006年10月スペシャルウィーク）
  - 笑福亭鶴光と松本ひでおの歌の紅白リクエスト合戦（2006年12月スペシャルウィーク）
  - 笑福亭鶴光と松本ひでおの深夜放送ヒット電話リクエスト（2007年2月スペシャルウィーク）
- 笑福亭鶴光と増山さやかのサウンドコレクション（2007年6月スペシャルウィーク）
- 笑福亭鶴光のオールナイトニッポンDX（2009年2月26日）
- 笑福亭鶴光のオールナイトニッポンGOLD増刊号（2010年2月17日）
- セイ!ヤング・オールナイトニッポンコンサートまであと26日　Are you ready?Oh!の魅力（2011年1月3日）
- オールナイトニッポン大百科（2012年4月16日）
- 伝説のパーソナリティが今を語る オールナイトニッポン45時間スペシャル（2013年2月22日 - 24日） - 総合司会
- ホリデースペシャル 鶴光・美和子の浅草ヘルスセンター（2013年9月16日）
- ストリッパー物語（2018年6月16日）
- 鶴光の噂の20分(2024年9月1日)
- 鶴光のふたたびわんばんこ(2024年9月1日

#### ラジオ関西
- ラジオ関西のナマナマ大放送（1970年5月 - 1972年3月）
- さんちか サテライトジョッキー
- サテスタで逢いましょう[7]
- ポケットジャーナル
- ジュエルコーナー
- おとなの子守唄（ラジオ版）

#### 朝日放送ラジオ
- 日産ミュージックギャラリー・ポップ対歌謡曲
- 東芝ワイドワイドサンデー〜あなたとつくる365分〜
- ミスターサンデーミスタードーナツ・歌と笑いのチェーンジョッキー
- 鶴光のDJ天国（2006年10月 - 、不定期）

#### KBS京都
- 丸物わいわいカーニバル（1972年 - 1974年）
- KBSワイドスコープ
- オールナイト電話リクエスト[7]

#### MBSラジオ
- MBSヤングタウン（1971年4月 - 1972年9月・1973年4月 - 1975年3月・10月 - 1984年3月）[7]
- ごきげんさん!3時は笑福亭鶴光です
- ジャンボサタデー
- 歌謡ゴーゴーファイブ
- やる気満々藤本永治です
- ミュージックハイウェイ
- 歌うハイウェイ

#### ラジオ大阪
- ごきげんさん!大阪リクエスト
- 鶴光の何かありそな
- サテスタ テークファイブ
- 鶴光の笑って下さい歌謡曲
- サントリー出前寄席
- ナイタージョッキー
- ハットでヤンヤン
- おっと!モモンガ
- 鶴光のメン食いランド
- どっきん!面白天国
- 鶴光のつるつる90分（1991年10月 - 1993年3月）
- 鶴光の土曜日でおま!

#### その他
- ツー快!お昼ドキッ（2006年4月 - 2009年4月、CBCラジオ[48]） - 水曜日
- 鶴光のおもいっきりラジオ（静岡放送）
- 笑福亭鶴光のハッピーカムカム幸福ラジオ（福井放送）

### テレビ

#### 日本テレビ
- 笑点 - 正月東西大喜利に出演
- それは秘密です!!
- ちびっこスター誕生!
- 泣かせるあいつ
- ゴールデンボウル
- なぜなぜダイヤル!?
- 天声慎吾

#### テレビ朝日
- 23時ショー
- ドカンと一発60分!
- いたずらカメラだ!大成功
- 全員出動おじゃましま〜す!
- ザ・笑アップ
- 人形佐七捕物帳（1977年） - うらなりの豆六（24話から）
- 名奉行 遠山の金さん（第1シリーズ） 第15話「般若心経殺人事件」（1988年） - 常吉
- ミヤコ蝶々ものがたり・泣いて笑って笑わせて
- 松本清張 二夜連続ドラマスペシャル・第一夜 松本清張?坂道の家（2014年） - 澄元三郎
- テレビ朝日開局60周年記念 5夜連続ドラマスペシャル 白い巨塔 最終夜（2019年） - 工場長

#### TBS
- ぎんざ11・30
- モーニングジャンボ奥さま8時半です
- 吾郎のソナタ
- 吾郎の細道
- 悠々!お昼です
- 水曜劇場・娘はむすめ
- クイズ!日本語王
- TBS歌のグランプリ
- 学校そば屋テレビ局
- 刀化粧
- 夜明けの刑事
  - 第38話「女子高校生への甘い罠」（1975年） - ストリップ劇場の支配人・光本 役
  - 第78話「現代・四谷怪談」（1976年） - 広川直助 役
  - 第92話「結婚サギ師の華麗な失敗！」（1976年） - 下着泥棒 役
- 水戸黄門
  - 第8部 第3話「東海道お化け旅籠 -平塚-」（1977年8月1日） - 米屋 役
  - 第22部 第34話「大黒様を笑わせた男 -日光-」（1994年1月10日） - 講釈師 役
- 笑ゥせぇるすまん
  - 第10話「たのもしい顔」（1999年9月18日） - 軽部明 役

#### テレビ東京
- 生放送!お笑い名人会→爆笑おもしろ寄席
- 歌え!ヤングヒット'76
- 独占!男の時間
- いじわる大作戦

#### フジテレビ
- 家族でハッスル歌合戦
- ハイヌーンショー
- こたえてちょーだい!
- 君こそスターだ!
- 三平・美どりのドキドキ生放送
- お母ちゃん、バンザイ
- 花嫁売り込み合戦
- 征服少年カトリ
- 夫婦旅日記 さらば浪人
- オールナイトニッポン伝説
- トリビアの泉 〜素晴らしきムダ知識〜（副音声）
- 福家警部補の挨拶 第5話（2013年2月11日） - 亀田光雄 役
- 銭形平次
- めちゃ×2イケてるッ!

#### 毎日放送
- 鶴光・鶴瓶つるつる大ハッスル
- 角・鶴光わははの家
- 夫婦合戦・見合って見合って
- ワンワン三銃士（アニメ）
- スタジオ2時

#### 朝日放送テレビ
- ヒラメキ大作戦
- 鶴光のスタジオ貸します!
- 霊感ヤマカン第六感
- 夕焼け笑劇場・笑ってGO!GO!
- 夜の招待席
- 女ハングマン
- 必殺スペシャル・春一番 仕事人、京都へ行く 闇討人の謎の首領!（1989年） - にせもの屋
- 初笑いオールスター大行進

#### 関西テレビ
- 痛快!エブリデイ
- アップ＆UP
- 扇町寄席
- ナイトパンチ
- 花王名人劇場
- 名物タクシー奮戦記

#### 読売テレビ
- なにわ寄席
- つっぱり大貴族
- びっくり日本新記録
- 2時のワイドショー
- 鶴光のテレビ!テレビ
- 被害者は誰だ?!
- とんぼり笑店街

#### サンテレビ
- サンテレビ・ホール
- 風俗大図鑑・おとなの子守唄
- おとなの子守唄

#### 名古屋テレビ
- ウルトラ千一夜大冒険!走れアリババ
- マゴベエ探偵団

#### その他
- 土曜ひる亭（NHK総合）
- 正月東西寄席（NHK総合） - 道頓堀角座から
- めでためでたの爆笑長屋（NHK総合）
- 日本の話芸（NHK Eテレ）
- 情熱バラエティー・ここほれワンワン!（テレビ大阪）
- 新春寿寄席（KBS京都）
- まいど!こちら情報喫茶でおま（2008年10月5日 - 2010年3月2日、ホームドラマチャンネル）
- チェリーナイツ（2010年10月10日 - 12月12日、BSフジ）
- 笑福亭鶴光のオールナイトニッポン.TV@J:COM（2017年1月14日 - 、J:COMテレビ）
- 鶴光の寄合酒でおま（J:COMテレビ）
- ジモト満載えぇ街でおま（J:COMテレビ）
- お悩み解決 ジャガーだよ!県民集合!! クリスマスだぜぃ（2017年12月23日、チバテレ）
- シネコンへ行こう! 第12話・第13話（2022年9月19日・26日、BS松竹東急） - 水沢茂 役

### ウェブテレビ
- おまっ！（DMM.R18）
- 日本をゆっくり走ってみたよ　～あの娘のために日本一周～（2017年 - 2018年、Amazonプライム・ビデオ） - 梅原父 役
- シモネタGP（2018年5月14日 - 6月4日・9月17日 - 12月3日、AbemaTV） - 審査委員長

## CM
- 登喜和冷凍食品 鶴羽二重高野豆腐（CMの最後のセリフは「略して鶴高（鶴光とかけたダジャレ）」だった）
- リコー リコマチック 600M（1975年）
- 味の素 ほんだし
- 竹屋 (味噌製造) タケヤみそ
- リクルート フロム・エー
- 東洋ニッポー
- 東京団子の切り餅

## 映画
- 夜の上海（松竹） ※声の出演
- トラック野郎・爆走一番星（東映）
- トラック野郎・望郷一番星（東映）
- トラック野郎・天下御免（東映）
- トラック野郎・男一匹桃次郎（東映）
- トラック野郎・熱風5000キロ（東映）
- 好色元禄㊙物語（東映）
- 大江戸浮世風呂譚・卍舞（東映）
- 極道社長（東映）
- 東京むれむれ夫人（東映）
- 正義だ!味方だ!全員集合（松竹）
- 十手舞（松竹）
- 喜劇役者たち 九八とゲイブル（松竹）
- ファイナルスキャンダル・奥様はお固いのがお好き（にっかつ）
- MOMENT（自主制作8ミリ映画・ポニーキャニオンからDVDが発売されている）
- 難波金融伝・ミナミの帝王/詐欺師潰し（ケイエスエス）
- 難波金融伝・ミナミの帝王/絆─KIZUNA─（ケイエスエス）
- 難波金融伝・ミナミの帝王/偽装結婚（ケイエスエス）
- ぼくたちと駐在さんの700日戦争（2008年、ギャガ・コミュニケーションズ） ※声の出演
- ハンサムスーツ（2008年、アスミック・エース） ※声の出演
- 鴨川ホルモー（2009年、松竹） - ホルモー解説者 役
- 天使の恋（2009年、ギャガ・コミュニケーションズ） - エロ社長 役
- ふるさとがえり（2011年、FireWorks）
- ミュージックソン THE MOVIE 〜オードリーの爆笑24時間宣言〜（2012年、Thanks Lab.）
- らくごえいが（2013年、アールグレイフィルム）
- 後妻業の女（2016年、東宝） - 山田孫六 役
- のみとり侍（2018年、東宝） - 平賀源内 役
- ロバマン（2019年、TOCANA） - オールナイト星人 役
- すくってごらん（2021年、ギグリーボックス） - 通行人 役
- 還暦高校生（2025年、フリック）[49]

## DVD・セルビデオ
- 鶴光のオールナイトニッポンDELUX・鶴光でおま（ビクターエンタテインメント）
- ワザオギ落語会 Vol.3（ワザオギ）
- 鶴光のおとなの子守唄
- 平成紅梅亭特選落語会/特選!噺家の会8（ポニーキャニオン）
- 繁昌亭らいぶシリーズ6 ?笑福亭鶴光?（テイチクエンターテインメント）
- 電車男（ポニーキャニオン） ※舞台版/声の出演

## 著書
- 『かやくごはん 鶴光のむちゃくちゃハンセー記』（ペップ出版）1975　のち角川文庫 「鶴光のかやくごはん 女はカオ、男はゼニで勝負」
- 『続かやくごはん 「鶴光自身」むちゃくちゃ特大号』ペップ出版、1975　のち角川文庫
- 『午前1時のひまつぶし』（ペップ出版）1975
- 午前2時のひまつぶし（ペップ出版）
- 『新かやくごはん』ペップ出版、1976
- 『ニューかやくごはん』ペップ出版 1977
- 『元祖ナンチャッテおじさん』（ペップ出版）1977
- 『お子様ランチ』ペップ出版 1978
- 『驚き桃の木ビックリ話』（サンケイ出版）1979
- 『鶴光の新かやくごはん』第1-5集 (ワニの豆本) ベストセラーズ 1980-81
- 『あの子はだあれ?』 (ワニの豆本)ベストセラーズ 1980
- 『驚き桃の木ピンク話』（サンケイ出版）1980
- 『笑福亭鶴光の金魚鉢の青春』ニッポン放送オールナイト・ニッポン共編 サンケイ出版 1983
- 『笑福亭鶴光のセクシーなぞなぞ』 (ワニ文庫) ベストセラーズ 2001
- 『鶴光のなじょなじょ512発!!―出して快感!出されて悶絶!』（ニッポン放送出版）2002
- 『つるこうでおま!』白夜書房 2008
- 『六代目松鶴逸話 鶴光、何さらしてけつかんねん!』飯塚書店 2023

## レコード・CD

### コミックソングほか
- 男心の番外地／鶴光小唄（1972年4月、キング）
- 鶴光の大阪小唄／鶴光の浪速の子守唄（1974年2月、東芝EMI）
- うぐいすだにミュージックホール／ももえちゃん（1975年5月、ワーナーパイオニア）
- 鶴光のかやくごはん LP（1975年7月、ワーナーパイオニア）
- イザベル ＝関西篇＝/買わなきゃ、Song!Song!（1975年11月、ワーナーパイオニア）※シャルル・アズナヴール「Isabelle」の日本語（関西弁）カバー。
- 鶴光のかやくごはん2 LP（1975年11月、ワーナーパイオニア）
- 星のふる夜/ア!なんだなるほど節（1976年4月、ワーナーパイオニア）
- スイタラ・タンゴ/Mr.ツルコー（1977年5月、ワーナーパイオニア）
- なんちゃって行進曲/なんちゃって人生（1978年4月発売予定だったが、レコード会社の判断により発売中止） ※A面曲は植木等のヒット曲のメドレー。
- 鶴光の新説SOS/ナンチャッテ一代男（1978年12月、日本コロムビア） ※A面曲は岡林信康『セレナーデ』内のアルバム収録曲カバー。B面曲は、発売中止となった「なんちゃって行進曲」のB面曲に予定されていた「なんちゃって人生」の改題。
- レコード版かやくごはん総集篇・ベスト・オブ・ツルコウ(キャニオン)（1979年12月）
- すんまへ～ん!「あっごめん!」サラリーマン編/人気的英雄 スーパーヒーロー（1980年12月、ポニーキャニオン）
- ええかええかのテーマ（MBSヤングタウン・木曜日の歌）」（1983年、CBSソニー/福武書店） ※角淳一と共演
- オール・ザット・おもろない/ええかええかのテーマ（1983年、クラウン）
- ええんやったら/クリスマスやったね（1990年12月、ポニーキャニオン） ※田中美和子と共演
- 涙の綱取物語（1994年7月、ポニーキャニオン）
- うぐいすだにミュージックホール2000（2000年2月、日本クラウン）
- 宝船だよ!! 七福神/夢色の人生（2001年2月、テイチク） ※田中美和子と共演
- いっしょに歌お!CBCラジオ 今月の歌セレクション Vol.4鶴光&まな「ほんまにええのんか」（2007年7月、Rock Chipper）　※東海地区のサークルKサンクスで限定発売
- 未来無きロマンス/そう、さよなら（2013年1月） ※加藤リナと共演
- もっこり音頭（2025年3月、テイチクエンタテインメント）　※音楽配信限定リリース　作詞も担当[50]

### 落語
- 上方落語大全集・朝日放送1080分落語会実況録音盤（テイチク）
- やんぐ寄席・松竹編（クラウン）
- 島之内寄席ライブ第一集（キング）
- ライブ上方艶笑落語集5（日本コロムビア）
- 上方艶笑落語（エヌ・ジー・シー）
- 上方落語名人選・珍品抱腹上方お色気噺（ビクター）
- 笑福亭鶴光集成 1（落語のワザオギ）
- 笑福亭鶴光大全集 第1巻（4枚組・CURELLE RECORDS）

## ゲーム
- とんでもクライシス!（徳間書店）：特別出演
- ニコニコ動画ボイスムービー

## 連載
- 日本はこれで、えぇのんか??（アサヒ芸能）
- 笑福亭鶴光のチン談マン談（アサヒ芸能）